# FC Naftan Novopoloțk
FC Naftan Novopoloțk este un club de fotbal din Novopoloțk, Belarus.

## Titluri
Cupa Belarusului (1): 2009

## Jucători notabili
- Teimuraz Burnadze
- Aleksandr Savchenko
- Sergey Vasiliev

## Antrenori
- Vasily Zaitsev (Jan 1, 2004–27 mai 2004)
- Vyacheslav Akshaev (27 mai 2004–13 mai 2007)
- Igor Kovalevich (14 mai 2007–Dec 12, 2012)
- Pavel Kucherov (Dec 27, 2012–20 iunie 2013)
- Valery Strypeykis (interim) (21 iunie 2013–Dec 9, 2013)
- Valery Strypeykis (Dec 10, 2013–)